# Erepsia steytlerae
Erepsia steytlerae är en isörtsväxtart som beskrevs av L. Bol. Erepsia steytlerae ingår i släktet Erepsia och familjen isörtsväxter. Inga underarter finns listade i Catalogue of Life.